# Федосеев, Владимир Михайлович
Влади́мир Миха́йлович Федосе́ев (1932—2021) — советский и российский химик, заслуженный деятель науки РФ (1996), заслуженный профессор МГУ (1997), доктор химических наук (1974). Председатель специализированного учёного совета по радиохимии, член специализированных учёных советов. Член ряда научных и Координационных советов Академии наук.

## Биография
Владимир Михайлович Федосеев родился 19 февраля 1932 г. в г. Ливны (ныне — Орловской области). Окончил химический факультет МГУ с отличием (1954), кандидат химических наук (1964), доктор химических наук (1974), профессор (1976), заведующий кафедрой радиохимии (1989—2010), заведующий лаборатории радионуклидов и меченных соединений (с 1986 года).
Читал курсы лекций: «Введение в специальность», «Введение в радиохимию», «Радиохимия», «Химические основы биологического действия ионизирующих излучений», «Методы получения меченых соединений». Спецсеминар для студентов и аспирантов «Химия и биология радиопротекторов». По его инициативе была создана Азовская научно-исследовательская экологическая станция.
Скончался 20 сентября 2021 года.

## Научная деятельность
Специалист в области радиохимии, органической химии и радиобиологии. Основные направления исследований лежат в области разработки новых методов синтеза серо- и азотсодержащих органических соединений с потенциальной биологической активностью; исследования механизмов химических реакций с использованием радионуклидных методов; изучения возможностей эффективного введения радионуклидов в молекулы органических веществ; исследования метаболизма физиологически активных соединений в биологических средах и животном организме. Основными результатами являются предложенные новые методы получения функционально замещенных тиолов, дитиолов, моно- и дитиурониевых соединений, производных тиазолина и дигидротиазина. Выявлен широкий спектр биологической активности полученных веществ. Выявлены новые закономерности бимолекулярного нуклеофильного замещения при взаимодействии функционально замещенных дигалогенидов с серосодержащими нуклеофильными реагентами. Обнаружены новые скелетные перегруппировки в ряду галогензамещенных производных дигидротиазина и тиазолина и новый тип раскрытия гетероциклического кольца при аммонолизе и аминолизе.
Подготовил 15 кандидатов наук; среди его учеников 7 докторов наук.
Автор более 260 научных публикаций.

### Избранные труды
- Федосеев В. М. Тиазолины и тиазины — новый тип радиозащитных соединений // Вопросы современной радиационной фармакологии. — М.: Hаука, 1980. — С. 10-30.
- Федосеев В. М. Исследование органических реакций с помощью соединений радиоактивной серы // Химия органических соединений серы. Общие вопросы. — М.: Химия, 1988. — С. 214—229.
- Рязанцев Г. Б., Сухов Л. Л., Лыс Я. И., Федосеев В. М. Вицинальные заместители и реакционная способность в бимолекулярном нуклеофильном замещении у насыщенного атома углерода // Вестник Московского университета: Сер. 2. Химия. — 1994. — Т. 36, № 6. — С. 502—511.